# Himno Nacional de El Salvador
Hino Nacional de El Salvador é o hino nacional de El Salvador. Adoptado em 1953, a letra foi composta por Juan José Cañas e a música por Juan Aberle.